# Tuberkuloseimpfstoff
Tuberkuloseimpfstoffe (TB-Impfstoffe) sind Impfstoffe zur Vorbeugung von Tuberkulose. Die Immuntherapie zur Tuberkuloseabwehr wurde erstmals 1890 von Robert Koch vorgeschlagen. Der einzige heute gebräuchliche wirksame Tuberkuloseimpfstoff ist der Bacillus Calmette-Guérin (BCG)-Impfstoff, der erstmals 1921 beim Menschen eingesetzt wurde. Bei etwa drei von 10.000 Personen, die den Impfstoff erhalten, treten Nebenwirkungen auf, die in der Regel geringfügig sind, außer bei schwer immungeschwächten Personen. Während die BCG-Impfung bei Säuglingen und Kleinkindern einen recht wirksamen Schutz bietet (einschließlich Schutz vor TB-Meningitis und Miliartuberkulose), ist die Wirksamkeit bei Erwachsenen unterschiedlich, sie reicht von 0 % bis 80 %. Für die unterschiedlichen Ergebnisse werden mehrere Variablen verantwortlich gemacht. Die Nachfrage nach einer Verbesserung der TB-Immuntherapie besteht, weil die Krankheit zunehmend arzneimittelresistent geworden ist.

## Entwicklung
Andere Tuberkulose-Impfstoffe befinden sich in verschiedenen Entwicklungsstadien, darunter:
- MVA85A
- rBCG30
- MTBVAC[8]

Neue Impfstoffe werden von der Tuberculosis Vaccine Initiative entwickelt, darunter TBVI und Aeras.
Um die Tuberkulose-Epidemie erfolgreich und dauerhaft in den Griff zu bekommen, ist eine wirksame Impfung erforderlich. Obwohl die Weltgesundheitsorganisation (WHO) nur eine einmalige BCG-Dosis empfiehlt, ist die Wiederholungsimpfung mit BCG in den meisten, aber nicht allen Ländern standardisiert. Eine bessere Wirksamkeit von Mehrfachdosen muss jedoch noch nachgewiesen werden.
Da der BCG-Impfstoff keinen vollständigen Schutz gegen Tuberkulose bietet, wurden Impfstoffe entwickelt, um die Wirksamkeit von BCG zu verstärken. Die Industrie ist nun von der Entwicklung neuer Alternativen dazu übergegangen, die besten derzeit verfügbaren Optionen auszuwählen und in die klinische Erprobung zu bringen. MVA85A wird als der bisher am weitesten fortgeschrittene „Booster-Kandidat“ bezeichnet.

### Alternativen zur BCG
BCG wird derzeit intradermal verabreicht. Um die Wirksamkeit zu verbessern, wurden Forschungsansätze auf eine Änderung der Verabreichungsmethode der Impfungen ausgerichtet.
Patienten können MVA85A intradermal oder als orales Aerosol verabreicht bekommen. Diese spezielle Kombination erwies sich bei Tieren als schützend gegen die Infektion mit Mykobakterien, und beide Arten der Verabreichung sind gut verträglich. Der Anreiz für die Verabreichung als Aerosol besteht darin, dass die Lunge im Gegensatz zur intradermalen Immunisierung schnell, einfach und schmerzlos erreicht werden kann. In Studien an Mäusen verursachte die intradermale Impfung eine lokale Entzündung an der Injektionsstelle, während MVA85A keine nachteiligen Auswirkungen hatte. Es wurde ein Zusammenhang zwischen der Art der Verabreichung und der Wirksamkeit des Impfschutzes festgestellt. Forschungsdaten deuten darauf hin, dass die Verabreichung als Aerosol nicht nur physiologische und wirtschaftliche Vorteile hat, sondern auch das Potenzial, die systemische Impfung zu ergänzen.

### Hindernisse
Die Behandlung und Vorbeugung von Tuberkulose hat sich im Vergleich zu den Ressourcen und Forschungsanstrengungen, die für andere Krankheiten aufgewendet werden, verzögert. Große Pharmaunternehmen sehen aufgrund der Assoziation von TB mit den Entwicklungsländern keine rentablen Investitionen.
Der Fortschritt bei der Entwicklung von Impfstoffen hängt stark von den Ergebnissen in Tiermodellen ab. Geeignete Tiermodelle sind rar, da es schwierig ist, Tuberkulose in nicht-menschlichen Spezies zu imitieren. Es ist auch schwierig, eine Spezies zu finden, die in großem Maßstab getestet werden kann. Die meisten Tierversuche für TB-Impfstoffe wurden an Mäusen, Rindern und anderen Nicht-Primaten durchgeführt. 2013 wurde in einer Studie der Zebrafisch als potenziell geeigneter Modellorganismus für die präklinische Impfstoffentwicklung angesehen.